# William B. Kouwenhoven

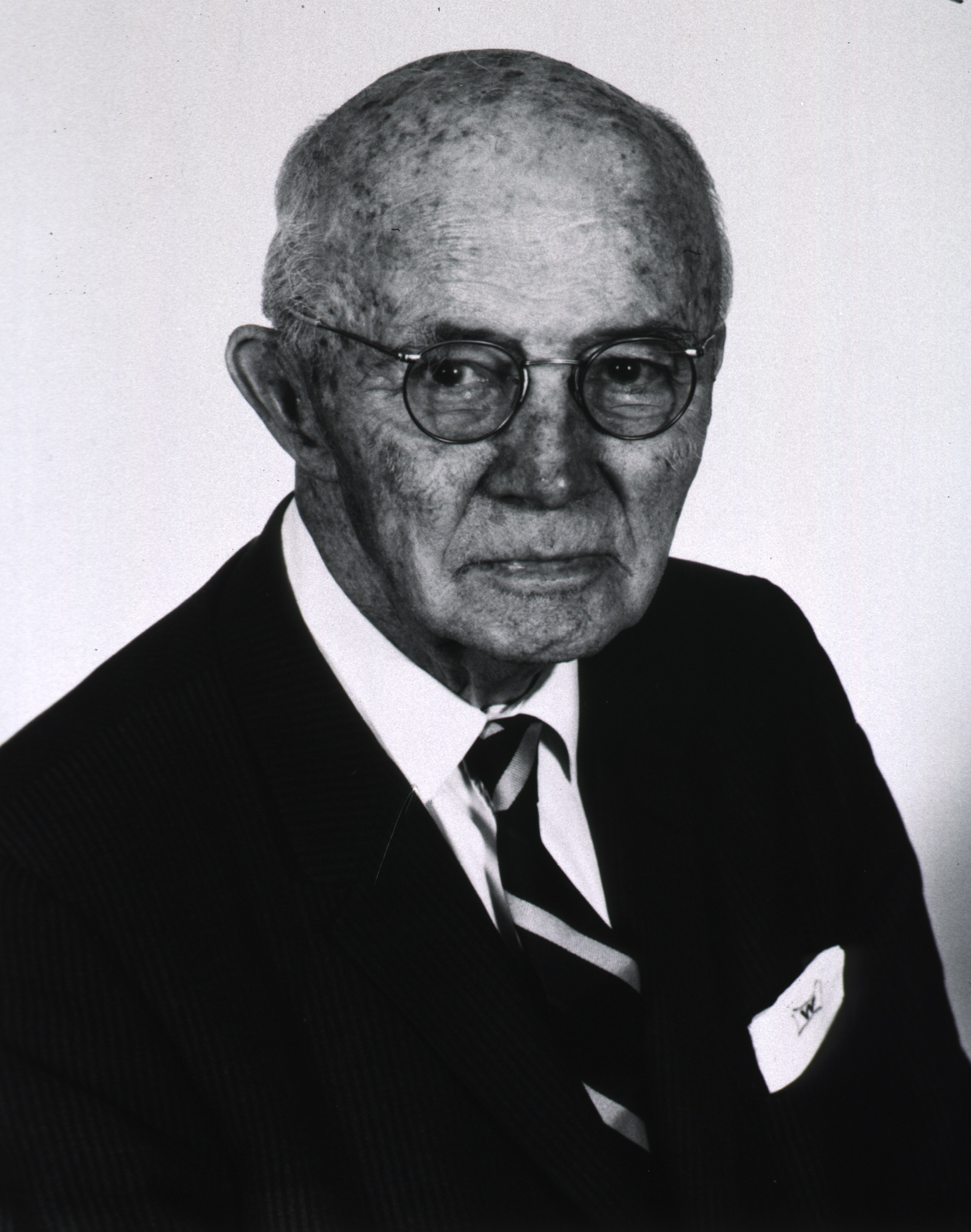
William B. Kouwenhoven, 1946

William Bennett Kouwenhoven (* 13. Januar 1886 in Brooklyn, New York; † 10. November 1975 in Baltimore, Maryland) war ein US-amerikanischer Elektroingenieur. Er erfand den Defibrillator und leistete wichtige Beiträge zur Herz-Lungen-Wiederbelebung.

## Leben
William B. Kouwenhoven studierte am Brooklyn Polytechnic mit dem Master-Abschluss 1907 und wurde 1913 an der TH Karlsruhe promoviert. Er war ab 1914 an der Johns Hopkins University, wo er Professor für Elektrotechnik wurde und 1938 bis 1954 Dekan seines Fachbereichs war. Nach dem Ruhestand 1954 hatte er ein Labor in der Medizinischen Fakultät der Johns Hopkins University und arbeitete eng mit den Medizinern an Wiederbelebungstechniken bei Herzstillstand.
Seine Experimente dazu begannen in den 1930er Jahren mit dem Neurologen Orthello Langworthy an Ratten. 1933 entdeckten sie dabei, das durch einen zweiten elektrischen Schock das nach einem ersten Schock stehengebliebene Herz wieder zum Schlagen gebracht werden konnte. Sie ermutigten Chirurgen, die Technik anzuwenden und Claude Beck gelang 1947 damit eine Wiederbelebung nach einem Herzstillstand während einer Operation.
Die Entwicklung eines Defibrillators bei geschlossenem Brustkorb erfolgte durch Kouwenhoven an der Johns Hopkins Anfang der 1950er Jahre in Zusammenarbeit mit Medizinern (James R. Jude, William Milnor, Samuel Talbot), Ingenieuren (G. Guy Knickerbocker) und mit Unterstützung des anfangs skeptischen Chefchirurgen Alfred Blalock. Der Apparat wurde 1957 zuerst bei einer Operation an der Johns Hopkins angewandt und 1960 bei einem Patienten, der bei der Untersuchung einen Herzstillstand erlitt. Der behandelnde Arzt Gottleib Friesinger holte dazu den Apparat (damals ein schweres Gerät auf Rädern) aus dem Labor der Universität und konnte den Patienten damit wiederbeleben.
Die Entwicklung des Defibrillators wurde seit den 1920er Jahren von Elektrizitätsgesellschaften (Consolidated Edison of New York im Fall der Johns Hopkins University) finanziert, als Rettungsmaßnahme für Arbeiter, die einen elektrischen Schlag erhalten hatten.
Kouwenhoven leistete auch wichtige Beiträge zur Herz-Lungen-Wiederbelebung (cardio-pulmonary resuscitation, CPR), indem er die Effektivität der äußeren Herzdruckmassage erkannte. Bei der Herzdruckmassage gab es zwar Vorläufer seit dem 19. Jahrhundert (Kouwenhoven und Kollegen zitieren unter anderem Rudolf Boehm mit Experimenten an Katzen 1878, A. Tournade und Kollegen mit Experimenten an Hunden 1934 und E. M. Killick und F. C. Eve mit einem Lancet-Aufsatz von 1933 und einer rocking Methode, die sowjetischen Mediziner H. L. Gurvich und G. S. Yuniev 1947 mit einer Hilfsmethode bei Defibrillation), die aber rein experimenteller Natur waren oder sich nicht durchsetzten. Stattdessen war damals eine Herzdruckmassage an offenem Herzen verbreitet. Eine bereits 1892 von Friedrich Maass und Franz König erprobte Methode der äußeren Herzdruckmassage war in Vergessenheit geraten.
Er war IEEE Fellow und erhielt 1961 die Edison Medal des IEEE. Er erhielt den Power Life Award und 1973 den Albert Lasker Award for Clinical Medical Research. 1969 wurde er der erste Ehrendoktor der Johns Hopkins University School of Medicine. 1972 erhielt er den AMA Scientific Achievement Award.